# Felix Metzner
Felix Wolfgang Metzner (* 3. November 1983 in Nürnberg) ist ein deutscher Theater- und Filmregisseur.

## Leben und Wirken
Felix Metzner war in Nürnberg Schüler des Philipp-Melanchthon-Gymnasiums. In Wien studierte er Theater-, Film und Medienwissenschaft sowie Kunstgeschichte, Philosophie und Literaturwissenschaft. Während seines Studiums sammelte er durch Assistenzen und Hospitanzen Erfahrung im Bereich Regie, unter anderem bei Michael Thalheimer, Kay Voges, Anne Lenk, Nikolaus Habjan und Matthias Hartmann am Burgtheater, bei William Friedkin am Theater an der Wien, sowie am Schauspielhaus und dem Theater der Jugend. Ebenfalls war er für diverse Produktionen als Videodesigner tätig. 
In der Saison 2018/19 gab er mit Frankenstein nach Mary Shelley sein Regiedebüt am Theater im Zentrum Wien.
2020 inszenierte er als Regisseur vier Folgen für die Nestroy-Preis-nominierte Onlinevideo-Reihe Wiener Stimmung des Burgtheaters sowie Das große Shakespeare-Abenteuer im Renaissancetheater Wien. Für das Theater der Jugend wirkte er 2020 auch an dem europäischen Kunstprojekt Wunderkinder – Bambini Prodigio mit.
2021 folgte im Renaissancetheater die Inszenierung von Die Abenteuer des Tom Sawyer. Am 24. April 2021 veröffentlichte das Burgtheater seinen Essayfilm Geträumte Erinnerungen Nie Gesehener Zeiten. Eine Reise Nach Jean Paul. Am 12. Dezember 2021 fand die Premiere seiner Inszenierung Monster nach dem Stück von David Greig für das Burgtheater statt.
Seitdem folgten Arbeiten für das Staatstheater Darmstadt, das Landestheater Niederösterreich, das Tiroler Landestheater, das Stadttheater Annaberg, das Stadttheater Mödling und das Scalatheater Wien, sowie für die Komödienspiele Porcia und die Sargfabrik Wien. Metzners Inszenierung der Romanadaption von Thomas Bernhards "Auslöschung. Ein Zerfall", zu der er auch die Fassung schrieb, fand überregionale Beachtung.
Felix Metzner ist der Ur-Ur-Ur-Ur-Enkel des Schriftstellers Jean Paul.

## Filmographie
- 2009: Auf der Suche (Kurzfilm, Regie und Drehbuch)
- 2014: Stiedl, Steinmeier, Gott und die Welt (Regie)
- 2018: Träumer (Kurzfilm, Regie und Drehbuch)
- 2020: Wunderkinder: Bambini Prodigio (Dokumentation, Kamera und Schnitt)
- 2020: Wiener Stimmung (Serie, Regie bei vier Folgen)
- 2021: Geträumte Erinnerungen Nie Gesehener Zeiten. Eine Reise Nach Jean Paul (Essayfilm, Regie und Schnitt)

## Auszeichnungen und Nominierungen
- 2020 Verleihung des Nestroy-Theaterpreises 2020 – Nominierung in der Kategorie Corona-Spezialpreis für Wiener Stimmung, Autoren aus Österreich schreiben für das Burgtheater-Ensemble in Isolation. (Felix Metzner inszenierte vier Folgen)[25]
- 2023 Publikumspreis des Stadttheaters Mödling für Rain Man als Beste Inszenierung der Saison 2022-23.[26]